# Havre de Saint-Germain-sur-Ay et Landes de Lessay
Havre de Saint-Germain-sur-Ay et Landes de Lessay este o arie protejată (sit de importanță comunitară — SCI) din Franța întinsă pe o suprafață de 4.056,37 ha, din care 30 % marine.

## Localizare
Centrul sitului Havre de Saint-Germain-sur-Ay et Landes de Lessay este situat la coordonatele 49°12′45″N 1°37′04″W / 49.2125°N 1.61778°V.

## Înființare
Situl Havre de Saint-Germain-sur-Ay et Landes de Lessay a fost declarat arie specială de conservare în baza directivei 92/43 din 1992 referitoare la conservarea habitatelor naturale și a faunei și florei sălbatice pentru a proteja 1 specie de plante și 10 specii de animale.

## Biodiversitate
Situată în ecoregiunea atlantică, aria protejată conține 33 de habitate naturale: Pajiști umede nord-atlantice cu Erica tetralix, Dune de coastă fixe cu vegetație erbacee („dune gri”), Pajiști uscate europene, Salicornia și alte specii anuale care populează regiunile mlăștinoase și nisipoase, Pajiști umede atlantice temperate cu Erica ciliaris și Erica tetralix, Vegetație anuală la limita mareei, Dune mobile cu vegetație embrionară, Dune mobile de-a lungul țărmului cu Ammophila arenaria („dune albe”), Dune cu Salix repens ssp. argentea (Salicion arenariae), Ape oligotrofe din câmpii nisipoase, cu un conținut foarte redus de minerale (Littorelletalia uniflorae), Liziere de ierburi înalte hidrofile de câmpie și de nivel montan până la alpin, Turbării active, Mlaștini oligotrofe degradate, capabile încă de regenerare naturală, Mlaștini turboase de tranziție și turbării mișcătoare, Păduri acidofile de stejar bătrân cu Quercus robur pe câmpii nisipoase, Lacuri eutrofice naturale cu vegetație de tip Magnopotamion sau Hydrocharition, Lacuri și iazuri distrofice naturale, Mlaștini calcaroase cu Cladium mariscus și specii de Caricion davallianae, Mlaștini alcaline, Terase mlăștinoase și terase nisipoase neacoperite de apă la reflux, Păduri aluvionare cu Alnus glutinosa și Fraxinus excelsior (Alno-Padion, Alnion incanae, Salicion albae), Mlaștini împădurite, Cursuri de apă de la nivel de câmpie la nivel montan, cu vegetație Ranunculion fluitantis și Callitricho-Batrachion, Formațiuni ierboase bogate în specii de Nardus, dezvoltate pe substraturi silicioase în zone montane (și în zone submontane, în Europa continentală), Fânețe de joasă altitudine (Alopecurus pratensis, Sanguisorba officinalis), Dune împădurite din regiunile atlantică, continentală și boreală, Depresiuni intradunale umede, Depresiuni pe substraturi de turbă de Rhynchosporion, Estuare, Ape puternic oligomezotrofe cu vegetație bentonică cu Chara spp., Pășuni atlantice udate de apa mării (Glauco-Puccinellietalia maritimae), Bancuri de nisip acoperite în permanență slab de apă marină, Pajiști cu Molinia pe soluri calcaroase, turboase sau argilos-nămoloase (Molinion caeruleae).
La baza desemnării sitului se află mai multe specii protejate:
- plante (1): Luronium natans
- amfibieni (1): triton cu creastă (Triturus cristatus)
- mamifere (1): liliac cârn (Barbastella barbastellus)
- nevertebrate (4): Coenagrion mercuriale, Euplagia quadripunctaria, rădașcă (Lucanus cervus), Oxygastra curtisii
- pești (4): Lampetra fluviatilis, cicar (Lampetra planeri), Petromyzon marinus, somonul (Salmo salar)

Pe lângă speciile protejate, pe teritoriul sitului au mai fost identificate 21 de specii de plante, 3 specii de păsări, 4 specii de amfibieni, 1 specie de nevertebrate.